# Hellvetron
Hellvetron ist eine 2003 gegründete Black-Doom-Band.

## Geschichte
Der unter dem Pseudonym Alal´ Xhaasztur auftretende Sänger und Gitarrist, der auch durch seine Beteiligung an Nyogthaeblisz Bekanntheit in der amerikanischen Black-Metal-Szene besitzt, gründete Helvetron 2003. Der gebürtige Mexikaner gestaltete Hellvetron mit dem ebenfalls bei Nyogthaeblisz aktiven Xul’ szaghulhaza und einem unterstützenden Bassist. Die Rolle wurde erst von Omega von Nexus, später von Impurath von Black Witchery übernommen. 2003 nahm die Gruppe ein erstes Demoband auf, welches allerdings erst Jahre später veröffentlicht wurde. 2005 nahm die Gruppe ihr zweites Demoband unter dem Titel Ceremonial Crucifixion auf. Das Demo wurde über das für den Verlag von NSBM bekannte Label Satanic Skinhead Propaganda in einer auf 100 Exemplare limitierten MC-Version herausgegeben. Auch Nyogthaeblisz kooperierten mit dem Label. Beide Gruppen beteiligten sich 2006 an der Label-Kompilation Satanic Skinhead: Declaration of Anti-Semetic Terror. Die grundsätzliche Kooperationen mit dem Label kommentierte Alal´ Xhaasztur in einem für das Magazin Rock Hard geführten Interview mit Wolf-Rüdiger Mühlmann mit einem Verweis auf seine Herkunft und der Selbsterklärung „im Gegensatz zu anderen Bands jener Firma […] definitiv kein Nazi“ zu sein und „mit Politik absolut nichts am Hut“ zu haben. Die Beteiligung an der Kompilation und der antisemitische Text des darauf vertretenen Nyogthaeblisz-Stücks A Bewitched Outbreak of Chemical Pestilence Quells the Subhuman Race wurde von Alal´ Xhaasztur nicht kommentiert.
Bis hin zur Veröffentlichung des Debütalbums Death Scroll of Seven Hells and its Infernal Majesties vergingen ausgehend von der Demo-Veröffentlichung sieben Jahre, in welchen Alal´ Xhaasztur sich anderen Projekten widmete und bestrebt war den Klang von Hellvetron weiter zu perfektionieren. Das über Hells Headbangers Records veröffentlichte Konzeptalbum widmete sich den Qliphoth, als Grundlagen des Bösen, den „sieben Höllen […] den Herrschern dieser sieben Höllen.“ Jeder Song sei „ein Tribut an jede der sieben Höllen und ihre Herrscher.“ Dabei befassen sich die aus dem Unterbewusstsein geschriebenen Texte mit dem „Prozess des Todes.“ Das Album wurde überwiegend positiv rezensiert. Einige Rezensenten gingen dabei auf die Vergangenheit der Gruppe ein.
2016 ließ die Band über Iron Bonehead Productions eine Kompilation veröffentlichen. Dominus Inferi enthielt die beiden Demos sowie Aufnahmen eines Auftritts der Gruppe in Helsinki 2014, der während der vierten Nuclear-War-Now!-Fest-Tour dokumentiert wurde. Mit Trident of Tartarean Gateways erschien 2019 das zweite Studioalbum der Band, welches erneut via Iron Bonehead Productions veröffentlicht wurde.

## Stil
Die Musik von Hellvetron wird zumeist als eigenständige Melange aus Black-, Death- und Doom Metal beschrieben. Alal´ Xhaasztur macht keine konkreten Angaben zu potentiellen Einflüssen und verweist auf „Death Metal und Black Metal der ganz alten Schule“ als seine persönlichen Vorlieben. Dennoch wolle er keine andere Gruppe kopieren, Ziel seiner Musik sei es „die Essenz des Todes und der höllischen Qual einzufangen.“ Entsprechend verweisen Rezensenten auf eine schaurige Atmosphäre, welche mitunter durch die rohe, analog klingende Produktion zustande käme. So wird der Gesamtklang von Hellvetron als zäh und düster beschrieben. Dabei gilt das Riffing als besonders dunkel und verzerrt. Die Musik wird indes besonders langsam gespielt und erreicht ein für Funeral Doom typisches Tempo. Vereinzelt wird die Gruppe diesem Genre zugeordnet. Der Gesang besteht vornehmlich aus tiefem Growling. Nur vereinzelt wird das für den Black Metal als typisch geltende „Gekrächze“ präsentiert.

## Diskografie
- 2005: Ceremonial Crucifixion (Demo, Satanic Skinhead Propaganda)
- 2012: Death Scroll of Seven Hells and Its Infernal Majesties (Album, Hells Headbangers Records)
- 2016: Dominus Inferi (Kompilation, Iron Bonehead Productions)
- 2019: Trident of Tartarean Gateways (Album, Iron Bonehead Productions)